# Keyongan (Gabus)
Keyongan is een bestuurslaag in het regentschap Grobogan van de provincie Midden-Java, Indonesië. Keyongan telt 5090 inwoners (volkstelling 2010).